# Łuczka (rejon romeński)
Łuczka (ukr. Лучка) – wieś na Ukrainie, w obwodzie sumskim, w rejonie romeńskim, w hromadzie Łypowa Dołyna. W 2001 liczyła 860 mieszkańców.